# Frankenmuth
Frankenmuth est une ville du comté de Saginaw dans le Michigan aux États-Unis. Lors du recensement de 2010, la ville comptait une population de 4 944 habitants. La ville est située dans la zone d'étude du canton de Frankenmuth. "Bronner's Christmas Wonderland", qui s'auto-proclame "le plus grand magasin de Noël du monde", est situé à Frankenmuth.
Le nom de la ville est la combinaison de deux mots. "Franken" représente la Province de Franconie dans le Royaume de Bavière d'où venaient les premiers colons. Le mot allemand "Mut" signifie courage; ainsi, le nom Frankenmuth signifie "courage des Franconiens". Le surnom le plus populaire est "Little Bavaria" (Petite Bavière) mais la ville est aussi parfois surnommée "Muth".

## Histoire
La région a été colonisée et nommée en 1845 par des immigrants luthériens conservateurs, de la région de Roßtal, en Franconie,  en Allemagne. Le groupe de colons quitta l'Allemagne à bord du "Caroline" le 20 Avril 1845 et arriva à Castle Garden sept semaines plus tard. Ils ont ensuite voyagé par les canaux et les Grands Lacs de New York à Détroit et sont arrivés Août 1845. Naviguant ensuite sur le "Nelson Smith", les colons se rendirent à Saginaw et traversèrent la terre jusqu'à l'emplacement actuel de la ville de Frankenmuth.
Les colons ont choisi une région  légèrement vallonnée qui leur rappelait leur Mittelfranken (District de Moyenne-Franconie) natal et ont commencé à y construire  des abris rudimentaires. Frankenmuth devait être une communauté luthérienne exclusivement allemande ; les colons se sont engagés à rester fidèles à l'Allemagne, en particulier au royaume de Bavière (allemand : Königreich Bayern), et à être fidèles à la langue allemande.
À l'origine, il faisait partie du canton de Bridgeport, puis de celui de Frankenmuth. Frankenmuth est devenu un village en 1904. En 1938, le village engage son premier dirigeant, Herbert L. Keinath. Le village a été constitué en ville le premier Octobre 1959, et Keinath en est devenu le directeur municipal.
Les villages voisins de Frankenlust, Frankentrost, et Frankenhilf (aujourd'hui connu sous le nom de Richville) illustrent également que la région est restée un aimant pour les autres Allemands émigrants de la même région. La culture allemande, et en particulier bavaroise, de la ville a été préservée et transmise de génération en génération. La langue allemande est encore très répandue aussi bien sur la signalisation de la route que dans la langue parlée par les habitants et les germanophones continuent à résider dans la ville jusqu'à ce jour. De plus, l'église de St. Lorenz offre des services mensuels en langue allemande.

## Source de la traduction
- (en) Cet article est partiellement ou en totalité issu de l’article de Wikipédia en anglais intitulé « Frankenmuth, Michigan » (voir la liste des auteurs).